# Let ČSA 523
Let ČSA 523 se dne 5. září 1967 na lince Praha – Shannon (Irsko) – Gander (Kanada) – Havana zřítil krátce po startu z mezipřistání v Ganderu. Na lince tehdy letěl stroj Iljušin Il-18 výrobní číslo 187009705, který byl vyrobený v dubnu téhož roku a v květnu jej Československé státní aerolinie uvedly pod imatrikulační značkou OK-WAI do provozu. Před odletem z Prahy měl nalétáno 766 hodin. Příčina nehody však nikdy nebyla jednoznačně stanovena.

## Průběh letu
Z pražského ruzyňského letiště startoval stroj v pondělí 4. září 1967 v 16.49 hodin. Na palubě se v té době nacházelo 60 cestujících a osm členů posádky. Po mezipřistání v irském Shannonu, kde mechanici do letounu doplnili palivo, odletěl stroj do kanadského Ganderu, na jehož letišti přistál přibližně o půlnoci ze 4. na 5. září místního času. Do letadla mechanici opětovně natankovali další palivo a vyměnila se i posádka. Nově nastoupivší odpočívala dva dny na zdejším letišti a velel jí zkušený kapitán, který zdejší podmínky znal.

## Nehoda
Po hodině a půl po přistání mohlo letadlo z dráhy RWY14 ganderského letiště odstartovat. V 1:40 místního času sdělil radista z paluby letounu řídicí věži, že vzlétli. Počasí bylo příznivé, základna oblačnosti 800 m, zataženo, dohlednost 24 km, teplota 9,5 °C, vítr 110°, 13 km/h. Byla tmavá noc a na VPD nebyla rozsvícena přibližovací světelná řada za koncem dráhy. Bez jakýchkoli viditelných orientačních bodů tedy musela posádka ihned přejít na let podle přístrojů. Letadlo stoupalo jen zvolna, po cca 14 s posádka zatáhla podvozky, po 24 s byly kompletně zataženy i vztlakové klapky. V té době dosáhl stroj maximální výšky asi 40 m a následoval přechod do klesání.
Po 30 sekundách letu se stroj stroj střetl s terénem (v rychlosti 363 km/h a pod úhlem asi 6°) ve vzdálenosti přibližně 1200 metrů od konce vzletové dráhy. Před nárazem ještě zachytil pravým křídlem o kotvící lana stožáru. Letoun se pak rozlomil na několik částí a po nárazu do tělesa železniční trati začal hořet.
Přímo při nehodě zemřelo 33 osob a další čtyři posléze v nemocnicích v Ganderu, Halifaxu a Montréalu. Neštěstí tak přežilo 32 lidí, tedy téměř polovina osob na palubě. Na záchraně účastníků nehody se podíleli vedle policie, armády a zaměstnanců letiště také místní obyvatelé, kteří například dobrovolně darovali krev. Před odletem pozůstatků obětí nehody se navíc smutečního obřadu s ostatky zemřelých účastnilo asi tisíc obyvatel Ganderu.

## Vyšetřování
Na vyšetřování se standardně podílela i československá strana, působil zde mimo jiné i legendární František Fajtl, za sovětskou stranu mj. zástupce generálního konstruktéra Iljušina, šéfkonstruktér Il-18, Genrich Vasiljevič Novožilov. Přesto, že byly zjištěny ještě další okolnosti (např. přetížení 119 kg), k objasnění nehody to nepostačovalo. Letadlo by mělo po zasunutí klapek dostatečnou rychlost, tak malé přetížení nehrálo roli, i motory stažené na stoupací režim vytvářely dostatečný tah, reakce některých přístrojů (umělý horizont, výškoměry) mohla sice být mírně zpožděná, ale ani to nestačilo k vysvětlení. Kromě uvedených příčin se tedy spekuluje i o ztrátě prostorové orientace, poruše výškovky apod., nic z toho se ale prokázat nepodařilo.

## Darování pavilonu
V Montréalu tou dobou probíhala světová výstava. Československo na ni mělo svoji prezentaci především ve svém pavilonu. Zástupci města Gander o pavilon projevili zájem a chtěli ho po ukončení výstavy získat. Jejich nabídku však Československo odmítlo. Po letecké nehodě však došlo ke změně názoru představitelů evropské země a s přesunem jako formou poděkování za angažovanost obyvatel Ganderu nakonec souhlasili. Objekt stojí v Grand Falls-Windsor, jenž také patří do působiště kulturní instituce v Ganderu. Zde byl objekt rozdělen na dvě části, ve kterých sídlí zdejší divadlo, knihovna a galerie.